# عبد الرحمن الكاشغري الندوي
عبد الرحمن الكاشغري الندوي بن المولوي عبد الهادي (1912ء – 1971) من كبار شعراء العربية وأدبائها بالهند. ولد ونشأ في كاشغر وتخرج في دار العلوم لندوة العلماء، وقام بالتدريس في دار العلوم لندوة العلماء بلكناؤ ثم في الجامعة العالية بكلكتا، وأخيرا في الجامعة العالية بداكا. له ثلاثة دواوين بالعربية وغيرها من الكتب اللغوية. توفي سنة 1971م في داكا ودفن بها.

## الولادة
ولد في 15 سبتمبر، 1912ء بكاشغر الواقعة آنذاك في تركستان الصينية .

## التعليم والنشأة
تعلم أولا في المدارس في كاشغر ثم سافر إلى الهند وتخرج في جامعة دار العلوم لندوة العلماء بلكناؤ. وبعد تخرجه قام بالتدريس في نفس الجامعة، ثم في الجامعة العالية بكلكتا، ثم انتقل إلى بنغلاديش عند استقلال الهند سنة 1947م ودرّس بها في الجامعة العالية بدكا.

ومن أشهر تلاميذه قاضي محمد نور الإسلام هاشمي، أبو محفوظ الكريم المعصومي.

## وفاته
توفي في آخر آذار / مارس في عام 1971 في دكا، ودفن بها.

## مؤلفاته
له عدد من المؤلفات، بعضها مطبوعة، وأكثرها لا تزال مخطوطة.

### الكتب المطبوعة
1. أمثال اللغتین: جمع فيه الأمثال العربية والأردية، وقارن بينها.[2]
2. الزهرات (ديوانه، طبع في لكناؤ [1354ھ]. قدم له الأستاذ مسعود عالم الندوي.[3]
3. المفيد لمن يستفيد (معجم في جزئين، الجزء الأول عربي أردو، والثاني أردو-عربي) طبع في دكا ، 1959م.[1][4]

### مؤلفاته التي لم تطبع
1. العبرات (ديوانه)
2. الشذرات (ديوانه)
3. محك النقد في شرح نقد الشعر لقدامة بن جعفر الكاتب
4. كتاب الأسد وكناه للصغاني (تحقیق وتعلیق)
5. كتاب الذئب وكناه للصغاني (تحقیق وتعلیق)
6. نظام اللسد في أسماء الأسد للسيوطي (تحقیق وتعلیق)
7. ديوان ابن مقبل العجلاني (تحقيق وتخريج)
8. المحبر في المؤنث والمذكر
9. إزالة الخفاء عن خلافة الخلفاء للشاه ولي الله الدهلوي (تعريب وتخريج)[1][5]